# Javere Bell
Javere Bell (* 20. September 1992) ist ein jamaikanischer Sprinter, der sich auf den 400-Meter-Lauf spezialisiert hat.
2013 wurde er mit seiner persönlichen Bestzeit von 45,08 s nationaler Meister. Bei den Leichtathletik-Weltmeisterschaften in Moskau erreichte er im Einzelbewerb das Halbfinale. In der 4-mal-400-Meter-Staffel wurde er im Vorlauf eingesetzt und trug so dazu bei, dass die jamaikanische Mannschaft die Silbermedaille gewann.